# Ягодное (Гвардейский городской округ)
Я́годное — посёлок в Гвардейском городском округе Калининградской области России.

## География
Посёлок находится на расстоянии 8 км (по прямой) к юго-востоку от города Гвардейск, административного центра округа. Абсолютная высота — 18 м над уровнем моря.

### Часовой пояс
Посёлок Ягодное, как и вся Калининградская область, находится в часовой зоне МСК−1. Смещение применяемого времени относительно UTC составляет +2:00.

## История
Основан в 1684 году. Указом Президиума Верховного Совета РСФСР от 17 ноября 1947 года деревне Линдендорф (нем. Lindendorf) присвоено наименование посёлок Ягодное.

## Население
| 2002 | 2010 |
| ---- | ---- |
| 17   | ↗21  |